# Chilubi
Chilubi  este un oraș  în  Provincia de Nord, Zambia. Are rol de reședință a districtului omonim. Se situează pe o insulă din lacul Bengweulu, accesibilă doar prin intermediul navelor ce pornesc fie din Samfya (45 km de oraș pe malul lacului), Chaba (28 km de oraș) sau Nsombo (38 km de oraș).